# Championnat d'Afrique de badminton par équipes mixtes 2023
Navigation
Kampala 2021 Douala 2025
Le championnat d'Afrique de badminton par équipes mixtes 2023 se déroule du 13 au 16 février 2023 à Benoni, en Afrique du Sud.
L'épreuve sert de qualification pour la Sudirman Cup 2023 et précède les championnats d'Afrique individuels qui se déroulent sur le même site.

## Médaillés
| Épreuve      | Or | Argent | Bronze |
| ------------ | --- | --- | --- |
| Équipe mixte | Égypte Adham Hatem Elgamal (en) Karim Mahmoud Ezzat Mahmoud Montaser Mahmoud Ahmed Salah (en) Nour Ahmed Youssri Rahma Mohamed Saad Eladawy Doha Hany Hana Tarek Zaher | Maurice Melvin Appiah Jean Bernard Bongout Lucas Douce Khemtish Rai Nindah Georges Julien Paul Tejraj Pultoo Vilina Appiah Tiya Bhurtun Lorna Bodha Layna Luxmi Chiniah Kobita Dookhee Kate Ludik | Algérie Mohamed Abderrahime Belarbi Adel Hamek Sifeddine Larbaoui Koceila Mammeri Youcef Sabri Medel Mohamed Abdelaziz Ouchefoun Célia Mounib Yasmina Chibah Tanina Violette Mammeri Linda Mazri Malak Ouchefoun |
| Équipe mixte | Égypte Adham Hatem Elgamal (en) Karim Mahmoud Ezzat Mahmoud Montaser Mahmoud Ahmed Salah (en) Nour Ahmed Youssri Rahma Mohamed Saad Eladawy Doha Hany Hana Tarek Zaher | Maurice Melvin Appiah Jean Bernard Bongout Lucas Douce Khemtish Rai Nindah Georges Julien Paul Tejraj Pultoo Vilina Appiah Tiya Bhurtun Lorna Bodha Layna Luxmi Chiniah Kobita Dookhee Kate Ludik | Afrique du Sud Cameron Coetzer (en) Jarred Elliott Caden Kakora Robert Summers Robert White Amy Ackerman Demi Botha Deidre Laurens Michaela Ohlson Diane Olivier Johanita Scholtz Anri Schoonees                 |